# Factor-V
Factor V è una miniserie a fumetti ideata dal regista e creatore di effetti speciali Sergio Stivaletti e pubblicata da Star Comics. I disegnatori sono Daniele Statella, Matteo Bussola, Giuseppe Candita, Paola Camoriano e Alessandro Valdrighi. Le copertine sono disegnate da Maria Cancellieri, Marco Morandi e colorate da Marco Dominici.
Stivaletti firma i soggetti degli albi con la collaborazione di Agnese Luzi (i primi tre numeri); le sceneggiature sono di Luca Cerretti (i primi due numeri) e Luigi Boccia (gli altri quattro). I quattro sono tutti alla loro prima esperienza nel mondo del fumetto.

## Albi
| Numero | Titolo Albo                        | Data di pubblicazione | Soggetto          | Sceneggiatura | Disegni                           |
| ------ | ---------------------------------- | --------------------- | ----------------- | ------------- | --------------------------------- |
| 1      | L'inconfutabile verità sui vampiri | Marzo 2010            | Sergio Stivaletti | Luca Cerretti | Daniele Statella e Matteo Bussola |
| 2      | La rinascita                       | Maggio 2010           | Sergio Stivaletti | Luca Cerretti | Giuseppe Candita                  |
| 3      | Un terribile segreto               | Luglio 2010           | Sergio Stivaletti | Luigi Boccia  | Daniele Statella                  |
| 4      | La danza dei fantasmi              | Settembre 2010        | Sergio Stivaletti | Luigi Boccia  | Paola Camoriano                   |
| 5      | Il bosco delle anime perdute       | Novembre 2010         | Sergio Stivaletti | Luigi Boccia  | Alessandro Valdrighi              |
| 6      | Nell'ora del buio                  | Gennaio 2011          | Sergio Stivaletti | Luigi Boccia  | Giuseppe Candita                  |